# Andríala anual
L'andríala anual (Andryala integrifolia), és una planta herbàcia de la família de les asteràcies molt estesa per la regió mediterrània. Antigament es consumien els seus brots.
Addicionalment pot rebre els noms d'àrnica, cama-roja blanca, cendrera de camí, herba blanca, herba de l'ull, herba de l'ull blanc, herbes blanques, llongera gran, llongera integrifòlia, llonja d'esteper, llonja integrifòlia i punxonets. També s'han recollit les variants lingüístiques andriala anual i llonguera gran.

## Etimologia
Andryala integrifolia fou descrita per Carl Linné i publicada a Species Plantarum 2: 808, 1753.
- Andryala: és un nom genèric amb derivació dubtosa: pot ser procedent del grec ἀνδρὸς (aner, andros) que significa 'mascle' o 'home', i ὕαλος (hyalos), 'cristall',[5] encara que també es creu que prové del mot grec alè (error).
- integrifolia: mot compost que deriva de la paraula llatina integer (sencer, intacte, indivisible) i folium (fulla), en referència a al marge del limbe de les seues fulles.[6]

## Descripció
Hemicriptòfit d'uns 40 a 50 cm com a màxim, molt estesa per la regió mediterrània. Té una arrel axomorfa. Com a curiositat i a diferència d'altres asteràcies, presenta làtex. Les fulles són alternes, d'uns dos cm de gruix per 6 o 7 cm de longitud, dentades i tomentoses o cobertes de pèls. Són les pubescències vellutades les que donen aquest aspecte blanquinós a aquesta planta. Les flors formen capítols en corimbes de color groc. Totes les flors del capítol tenen ambdós sexes, són hermafrodites. L'involucre de la flor és format per bràctees lanceolades, amb pèls una mica més visibles que els de la tija. Totes les flors del capítol són ligulades, no sols les de l'extrem. Aquestes acaben en cinc dents, són quinquedentades. Les lígules de l'extrem tenen en el centre una línia longitudinal de color morat. El fruit, com la gran part de les compostes, és un aqueni amb pèls verdosos. Floreix de maig a setembre.

## Hàbitat i distribució
Habita camps de conreu, vores de camins, llocs alterats, erms, brolles, terrenys arenosos, camps de secà i llocs alterats diversos, generalment sobre sòl silici, encara que també apareix sobre calcari. Es tracta d'una planta bioindicadora de sòls àcids (pH 3,5 - 5,5) i moderadament secs.
Posseeix una distribució mediterrània occidental. Es troba al sud-oest d'Europa, regió mediterrània i Macaronèsia, fins l'oest de França. Als Països Catalans es troba les comarques de clima marítim, principalment sobre substrat silici (del Rosselló al Baix Llobregat, Muntanyes de Prades i del Baix Llobregat al Baix Ebre). Penetra fins a la Vall d'Aran, a l'Alta Cerdanya, a Andorra, a Bages, a les Garrigues, al Matarranya, etc., sempre fins 1300 msnm. També està present a la part meridional del territori catalanidic (L'Alt Maestrat, la Plana Alta, l'Alcalatén, etc.), al territori serrànic (L'Alt Palància, la Foia de Bunyol, etc.) i al territori diànic (de la Ribera Baixa i de la Costera a la Marina Baixa i a les Valls del Vinalopó), fins als 1500 msnm. A més, també es troba a Eivissa.

## Taxonomia
En la varietat floccosa, endemisme de l'illa de Gran Canària, les flors tot just sí que sobrepassen les bràctees de l'involucre, però en la integrifolia són d'un terç de la seva grandària aproximadament. El tindre pèls glandulars, les fulles no blanquinoses ni peciolades són les característiques que la diferencien d'A. ragusina.

## Biologia
Aquesta espècie pot ser atacada per Uroleucon mierae, un pugó prou específic del gènere Andryala, però que també s'alimenta d'un parell més d'espècies d'asteràcies.

## Galeria

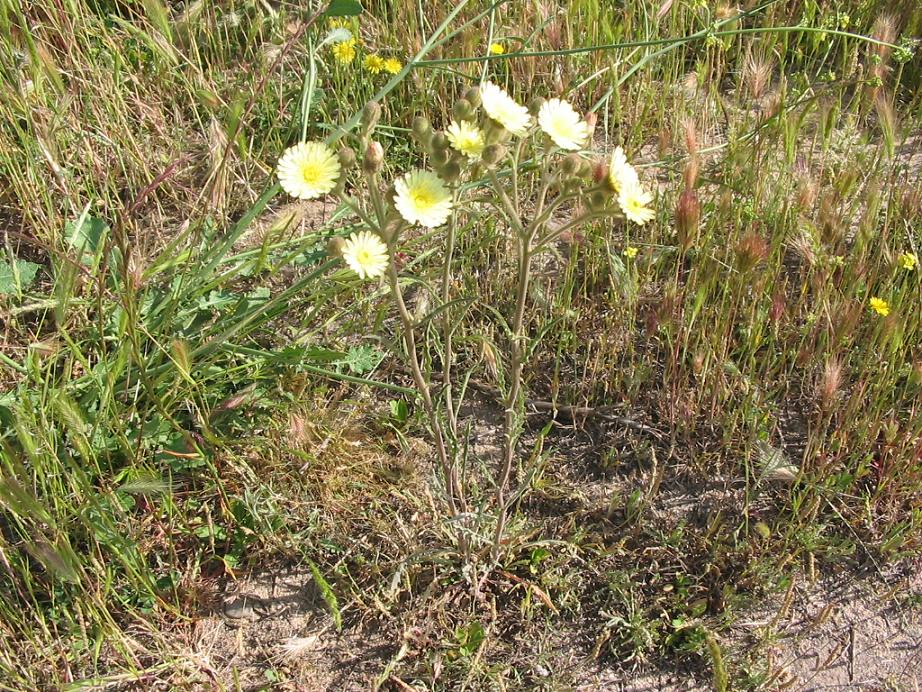
Planta
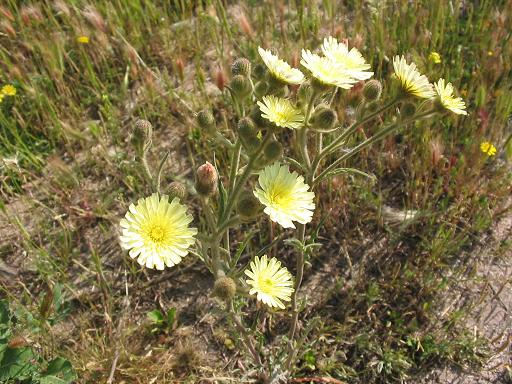
Corimbe
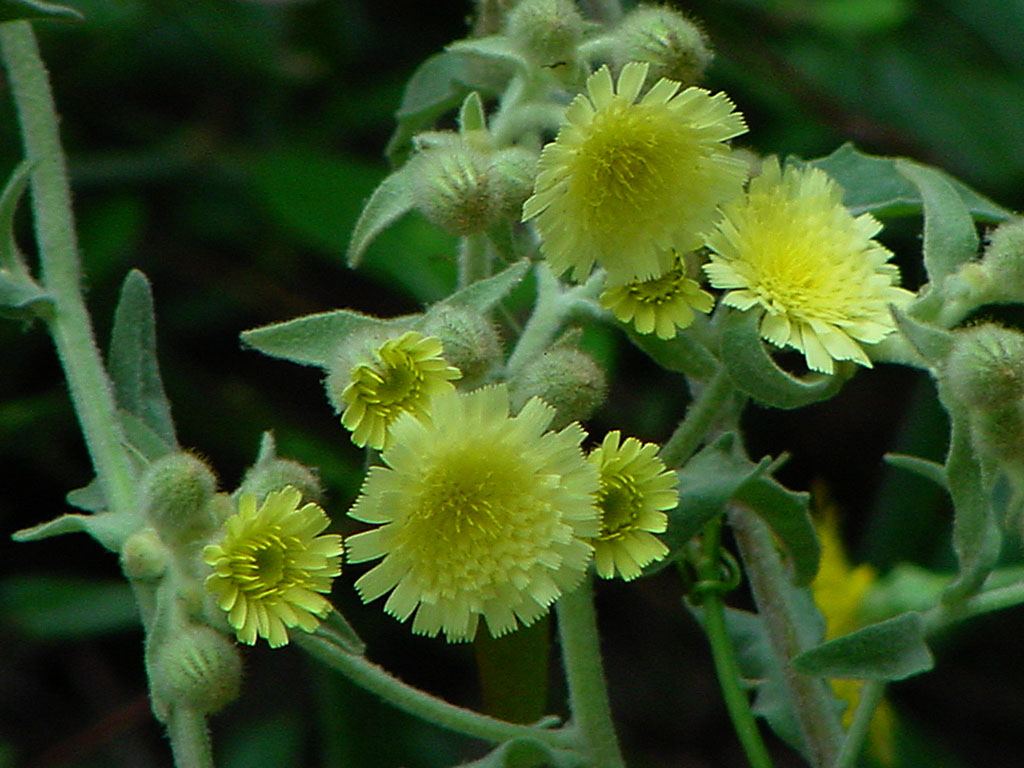
Inflorescència
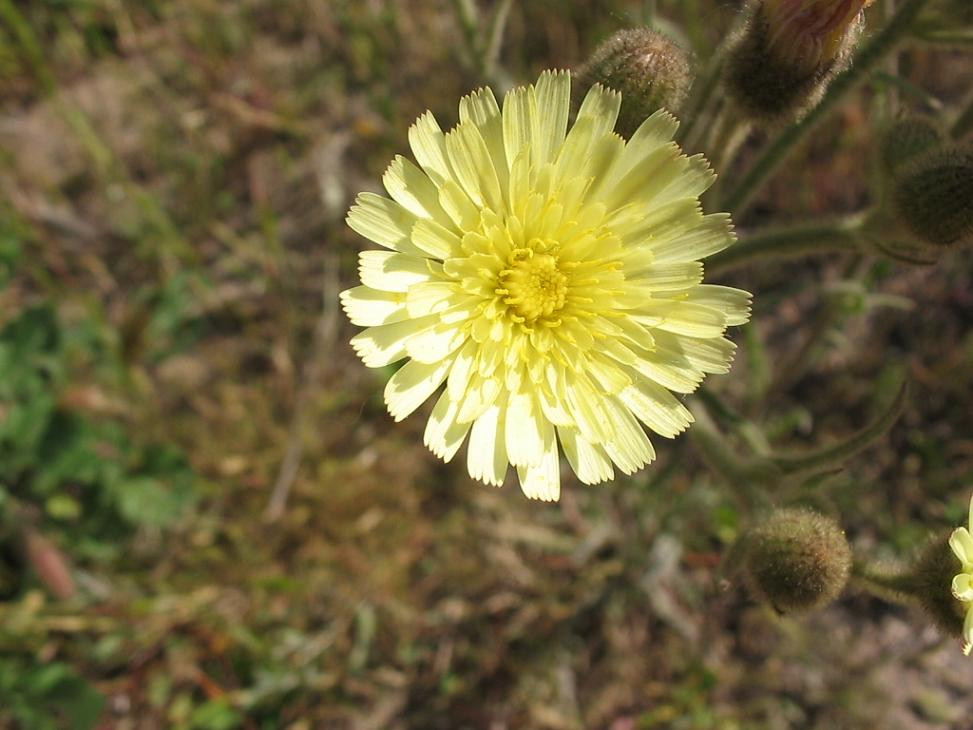
Flor